# Селвон, Сэмюэл
Сэмюэл Диксон Селвон (англ. Samuel Dickson Selvon; 20 мая 1923, Сан-Фернандо, Тринидад и Тобаго — 16 апреля 1994, Пиарко, Тринидад и Тобаго) — тринидадский писатель, писал на креолизованном варианте английского языка.

## Биография
Сын иммигранта из Мадраса (Индия), по материнской линии — потомок иммигрантов из Шотландии. Учился в колледже в Сан-Фернандо, в 15 лет был вынужден его бросить и начать работать. Во время Второй мировой войны служил на флоте (1940—1945). Затем пять лет работал репортером в крупнейшей газете Trinidad and Tobago Guardian. Начал писать рассказы и очерки, публиковал их под псевдонимами. В 1950 перебрался в Великобританию, жил и работал в Лондоне. В 1978 переехал в провинцию Альберта (Канада), где и жил до конца дней. Был приглашенным профессором в Викторианском университете, университете Калгари. Оставался вне канадского литературного истеблишмента. Умер от вызванной пневмонией дыхательной недостаточности в аэропорту Пиарко (о. Тринидад).

## Произведения
- Там, где солнце ярче/ A Brighter Sun (1952)
- Остров — это целый мир/ An Island is a World (1955)
- Одинокие лондонцы/ The Lonely Londoners (1956)
- Пути солнечного света/ Ways of Sunlight (1957)
- Стань тигром снова/ Turn Again Tiger (1959)
- Я слышу гром/ I Hear Thunder (1963)
- The Housing Lark (1965)
- The Plains of Caroni (1970)
- Those Who Eat the Cascadura (1972)
- Моисей, восходящий на гору/ Moses Ascending (1975)
- Moses Migrating (1983)
- Foreday Morning (1989)
- Eldorado West One, collected one-act plays (1989)
- Highway in the Sun and Other Plays (1991)

## Наследие и признание
Архив писателя хранит Техасский университет в Остине. Его романы, как теперь отмечает критика, проложили путь для таких прозаиков второго поколения иммигрантов, как Диран Адебайо, Зэди Смит, Ханиф Курейши и др.